# Spilogona ciliatocosta
Spilogona ciliatocosta är en tvåvingeart som beskrevs av Johann Andreas Schnabl 1915. Spilogona ciliatocosta ingår i släktet Spilogona och familjen husflugor. Inga underarter finns listade i Catalogue of Life.